# Piper albamentum
Piper albamentum är en pepparväxtart som beskrevs av C. Dc.. Piper albamentum ingår i släktet Piper och familjen pepparväxter. Inga underarter finns listade i Catalogue of Life.